# New Jersey Syndicate Tour
Il New Jersey Syndicate Tour (talvolta abbreviato semplicemente in New Jersey Tour o in Jersey Syndicate Tour) è stato un tour musicale della rock band statunitense dei Bon Jovi, intrapreso durante il 1988, il 1989, il 1990 e il 1991, per promuovere il quarto album in studio del gruppo New Jersey.

## Il tour
Essendo il tour più lungo realizzato dai Bon Jovi con ben 232 date in totale, il New Jersey Syndicate Tour fu molto stancante e faticoso per il gruppo, tanto che costrinse i vari membri a prendersi una pausa dalla band dopo la sua conclusione. Era dal 1984 che i Bon Jovi giravano pesantemente a fare concerti, fermandosi più che altro per le registrazioni dei vari album, e questo portò varie pressioni all'interno del gruppo, dovute anche a motivi di salute e di famiglia. Ma non furono questi gli unici problemi: durante il tour, infatti, Jon Bon Jovi ebbe molta difficoltà a eseguire le tonalità più alte con la sua voce, e fu costretto ad assumere un maestro di canto per non provocare dei danni permanenti alle sue corde vocali (durante i concerti, con la voce dovette aiutarlo Richie Sambora). Il New Jersey Syndicate Tour è spesso ricordato per aver molto spesso visto esibizioni dal vivo di canzoni estese, che quasi raddoppiavano la lunghezza normale degli stessi brani. Inoltre,
durante il suo svolgimento, i Bon Jovi suonarono diversi loro canzoni in versione acustica, segnalando in un certo senso un cambiamento nello stile musicale, e la conseguente maturazione della band che si avrà in maniera evidente nel successivo album Keep the Faith del 1992.
I concerti del New Jersey Syndicate Tour furono caratterizzati da vari effetti pirotecnici, e una passerella elevata sopra la folla, da cui Jon che vi spuntava ad inizio esibizione attraverso un buco al suo interno. Il tour, inoltre, richiese una garanzia dell'ordine molto maggiore rispetto a quelle dei precedenti tour del gruppo, questo a causa della sempre più crescente popolarità degli stessi Bon Jovi.

## Registrazioni del tour utilizzate nei video musicali
Alcune registrazioni del tour sono state utilizzate dai Bon Jovi nei videoclip di Lay Your Hands on Me, I'll Be There for You, e Blood on Blood. Inoltre, dopo la fine del tour, il gruppo pubblicò la registrazione Access All Areas: A Rock & Roll Odyssey, appunto una cronoaca del New Jersey Syndicate Tour.
Durante il tour, la band si esibì anche al Moscow Music Peace Festival, in cui storico resta l'ingresso di Jon Bon Jovi, che attraversò in uniforme militare sovietica tutta l'arena dello stadio accompagnato dalle note di Lay Your Hands on Me. Qualche giorno dopo, invece, il gruppo si esibì al Monsters of Rock Festival USA.

## Scaletta
1. Lay Your Hands on Me
2. I'd Die for You
3. Wild in the Streets
4. You Give Love a Bad Name
5. Living in Sin
6. Born to Be My Baby
7. Pink Flamingos (Intermezzo)
8. Let It Rock
9. I'll Be There for You
10. Blood on Blood
11. Runaway
12. Livin' on a Prayer

Encore:
1. Ride Cowboy Ride
2. Wanted Dead or Alive
3. Bad Medicine/Shout

## Date

### Leg 1: Europa
- 30 ottobre 1988 -  RDS Arena, Dublino, Irlanda
- 31 ottobre 1988 -  RDS Arena, Dublino, Irlanda
- 1º novembre 1988 -  RDS Arena, Dublino, Irlanda
- 4 novembre 1988 -  Schleyerhalle, Stoccarda, Germania
- 6 novembre 1988 -  Festhalle, Francoforte, Germania
- 8 novembre 1988 -  Messehalle, Kassel, Germania
- 10 novembre 1988 -  Hallen Stadion, Zurigo, Svizzera
- 11 novembre 1988 -  Hallen Stadion, Zurigo, Svizzera
- 13 novembre 1988 -  Palasport, Firenze, Italia
- 14 novembre 1988 -  Palaeur, Roma, Italia
- 16 novembre 1988 -  Palatrussardi, Milano, Italia
- 17 novembre 1988 -  Palatrussardi, Milano, Italia
- 18 novembre 1988 -  Frankenhalle, Norimberga, Germania
- 20 novembre 1988 -  Le Zenith, Parigi, Francia
- 21 novembre 1988 -  Ahoy, Rotterdam, Paesi Bassi
- 24 novembre 1988 -  Drammenhallen Norvegia, Oslo, Norvegia
- 25 novembre 1988 -  Scandinavium Svezia, Göteborg, Svezia
- 26 novembre 1988 -  Isstadion Svezia, Stoccolma, Svezia
- 28 novembre 1988 -  Icehall (Jäähalli), Helsinki, Finlandia
- 2 dicembre 1988 -  Scottish Exhibition & Conference Centre, Glasgow, Scozia
- 3 dicembre 1988 -  Scottish Exhibition & Conference Centre, Glasgow, Scozia
- 5 dicembre 1988 -  National Exhibition Centre, Birmingham, Inghilterra
- 6 dicembre 1988 -  National Exhibition Centre, Birmingham, Inghilterra
- 8 dicembre 1988 -  Wembley Arena, Londra, Inghilterra
- 9 dicembre 1988 -  Wembley Arena, Londra, Inghilterra
- 11 dicembre 1988 -  National Exhibition Centre, Birmingham, Inghilterra
- 12 dicembre 1988 -  Wembley Arena, Londra, Inghilterra
- 13 dicembre 1988 -  Wembley Arena, Londra, Inghilterra
- 15 dicembre 1988 -  Forest National, Bruxelles, Belgio
- 16 dicembre 1988 -  Westfalenhalle, Dortmund, Germania
- 19 dicembre 1988 -  Olympiahalle, Monaco di Baviera, Germania

### Leg 2: Giappone e Stati Uniti d'America
- 31 dicembre 1988 -  Calore Beat Live, Tokyo Dome, Tokyo, Giappone
- 1º gennaio 1989 -  Calore Beat Live, Tokyo Dome, Tokyo, Giappone
- 5 gennaio 1989 -  Castle Hall, Osaka, Giappone
- 6 gennaio 1989 -  Castle Hall, Osaka, Giappone
- 9 gennaio 1989 -  Castle Hall, Osaka, Giappone
- 10 gennaio 1989 -  Rainbow Hall di Nagoya, Giappone
- 11 gennaio 1989 -  Rainbow Hall di Nagoya, Giappone
- 13 gennaio 1989 -  Neal S. Blaisdell Center, Honolulu, HI, Stati Uniti d'America
- 14 gennaio 1989 -  Neal S. Blaisdell Center, Honolulu, HI, Stati Uniti d'America
- 15 gennaio 1989 -  Neal S. Blaisdell Center, Honolulu, HI, Stati Uniti d'America

### Leg 3: Nord America
- 26 gennaio 1989 -  Reunion Arena, Dallas, TX, Stati Uniti d'America
- 27 gennaio 1989 -  HemisFair Arena, San Antonio, TX, Stati Uniti d'America
- 29 gennaio 1989 -  Summit, Houston, TX, Stati Uniti d'America
- 30 gennaio 1989 -  Frank Erwin Center, Austin, TX, Stati Uniti d'America
- 1º febbraio 1989 -  Mississippi Coast Coliseum, Biloxi, MS, Stati Uniti d'America
- 2 febbraio 1989 -  LSU Assembly Center, Baton Rouge, LA, Stati Uniti d'America
- 4 febbraio 1989 -  Civic Center, Pensacola, FL, Stati Uniti d'America
- 5 febbraio 1989 -  Leon County Civic Center, Tallahassee, FL, Stati Uniti d'America
- 7 febbraio 1989 -  Coliseum, Jacksonville, FL, Stati Uniti d'America
- 9 febbraio 1989 -  Miami Arena, Miami, FL, Stati Uniti d'America
- 10 febbraio 1989 -  Orlando Arena, Orlando, FL, Stati Uniti d'America
- 11 febbraio 1989 -  San Juan Stadium, San Juan, Porto Rico
- 14 febbraio 1989 -  Birmingham-Jefferson Civic Center, Birmingham, AL, Stati Uniti d'America
- 15 febbraio 1989 -  Omni, Atlanta, GA, Stati Uniti d'America
- 17 febbraio 1989 -  Coliseum, Charlotte, NC, Stati Uniti d'America
- 18 febbraio 1989 -  Dean Smith Center, Chapel Hill, NC, Stati Uniti d'America
- 20 febbraio 1989 -  Murphy Center, Murfreesboro, TN, Stati Uniti d'America
- 22 febbraio 1989 -  Mid-South Coliseum, Memphis, TN, Stati Uniti d'America
- 23 febbraio 1989 -  Thompson-Boling Arena, Knoxville, TN, Stati Uniti d'America
- 26 febbraio, 1989 -  Rupp Arena, Lexington, KY, Stati Uniti d'America
- 28 febbraio 1989 -  Coliseum, Hampton, VA, Stati Uniti d'America
- 2 marzo 1989 -  Civic Center, Providence, RI, Stati Uniti d'America
- 3 marzo 1989 -  Carrier Dome, Syracuse, NY, Stati Uniti d'America
- 6 marzo 1989 - Civic Center, Hartford, CT, Stati Uniti d'America
- 7 marzo 1989 -  Capitol Center, Landover, MD, Stati Uniti d'America
- 8 marzo 1989 -  Spectrum, Philadelphia, PA, Stati Uniti d'America
- 10 marzo 1989 -  Nassau Coliseum, Uniondale, NY, Stati Uniti d'America
- 12 marzo 1989 -  Centrum, Worcester, MA, Stati Uniti d'America
- 13 marzo 1989 -  Centrum, Worcester, MA, Stati Uniti d'America
- 15 marzo 1989 -  Brendan Byrne Arena, East Rutherford, NJ, Stati Uniti d'America
- 21 marzo 1989 -  Joe Louis Arena, Detroit, MI, Stati Uniti d'America
- 22 marzo 1989 -  Roberts Stadium, Evansville, IN, Stati Uniti d'America
- 24 marzo 1989 -  Rosemont Horizon, Rosemont, IL, Stati Uniti d'America
- 25 marzo 1989 -  Richfield Coliseum, Richfield, OH, Stati Uniti d'America
- 26 marzo 1989 -  Market Square Arena di Indianapolis, IN, Stati Uniti d'America
- 28 marzo 1989 -  University of Iowa, Iowa City, IA, Stati Uniti d'America
- 29 marzo 1989 -  Assemblea Hall, Champaign, IL, Stati Uniti d'America
- 1º aprile 1989 -  Bradley Center, Milwaukee, WI, Stati Uniti d'America
- 2 aprile 1989 -  Hilton Coliseum, Ames, IA, Stati Uniti d'America
- 4 aprile 1989 -  Metro Center, Minneapolis, MN, Stati Uniti d'America
- 5 aprile 1989 -  Civic Center, Omaha, NE, Stati Uniti d'America
- 7 aprile 1989 -  Arena, Saint Louis, MO, Stati Uniti d'America
- 8 aprile 1989 -  SIU Arena, Carbondale, IL, Stati Uniti d'America
- 10 aprile 1989 -  Kansas Coliseum, Wichita, KS, Stati Uniti d'America
- 11 aprile 1989 -  La Myriad, Oklahoma City, OK, Stati Uniti d'America
- 13 aprile 1989 -  Kemper Arena, Kansas City, MO, Stati Uniti d'America
- 15 aprile 1989 -  Municipal Auditorium, Lubbock, TX, Stati Uniti d'America
- 16 aprile 1989 -  Pan Am Center, Las Cruces, NM, Stati Uniti d'America
- 18 aprile 1989 -  Tingley Coliseum, Albuquerque, NM, Stati Uniti d'America
- 20 aprile 1989 -  Compton Terrace, Phoenix, AZ, Stati Uniti d'America
- 21 aprile 1989 -  Sports Arena di San Diego, CA, Stati Uniti d'America
- 22 aprile 1989 - Irvine Meadows, Irvine, CA, Stati Uniti d'America
- 24 aprile 1989 -  Thomas & Mack Center di Las Vegas, NV, Stati Uniti d'America
- 26 aprile 1989 -  The Forum, Los Angeles, CA, Stati Uniti d'America
- 27 aprile 1989 -  The Forum, Los Angeles, CA, Stati Uniti d'America
- 29 aprile 1989 -  Shoreline Amphitheater, Mountain View, CA, Stati Uniti d'America
- 2 maggio 1989 -  Salt Palace, Salt Lake City, UT, Stati Uniti d'America
- 3 maggio 1989 -  Salt Palace, Salt Lake City, UT, Stati Uniti d'America
- 5 maggio 1989 -  B.S.U. Padiglione, Boise, ID, Stati Uniti d'America
- 7 maggio 1989 -  Washington State, Pullman, WA, Stati Uniti d'America
- 8 maggio 1989 -  Memorial Coliseum, Portland, OR, Stati Uniti d'America
- 10 maggio 1989 -  Tacoma Dome, Tacoma, WA, Stati Uniti d'America (riprese del videoclip di Lay Your Hands on Me)
- 11 maggio 1989 -  B.C. Place, Vancouver, BC, Canada

### Leg 4: Nord America
- 27 maggio 1989 -  Val du Laghi, Hart, MI, Stati Uniti d'America
- 28 maggio 1989 -  Joe Louis Arena, Detroit, MI, Stati Uniti d'America
- 29 maggio 1989 -  Peoria Civic Center, Peoria, IL, Stati Uniti d'America
- 31 maggio 1989 -  Civic Center, Charleston, WV, Stati Uniti d'America
- 2 giugno 1989 -  CNE Stadium, Toronto, ON, Canada
- 3 giugno 1989 -  Forum, Montreal, QC, Canada
- 4 giugno 1989 -  Colosseo, Quebec city, QC, Canada
- 6 giugno 1989 -  Seashore Performing Arts Center, Old Orchard Beach, ME, Canada (rinviato a causa di pioggia)
- 7 giugno 1989 -  Civic Center, Providence, RI, Stati Uniti d'America
- 8 giugno 1989 -  Poccono Downs Race Track, Wilkes-Barre, PA, Stati Uniti d'America
- 11 giugno 1989 -  Giants Stadium, East Rutherford, NJ, Stati Uniti d'America
- 13 giugno 1989 -  Civic Arena, Pittsburgh, PA, Stati Uniti d'America
- 14 giugno 1989 -  Civic Arena, Pittsburgh, PA, Stati Uniti d'America
- 16 giugno 1989 -  Point Stadium, Johnstown, PA, Stati Uniti d'America
- 17 giugno 1989 -  Stadio Hershey, Hershey, PA, Stati Uniti d'America
- 19 giugno 1989 -  Spectrum, Filadelfia, PA, Stati Uniti d'America
- 20 giugno 1989 -  Spectrum, Filadelfia, PA, Stati Uniti d'America
- 21 giugno 1989 -  Spectrum, Filadelfia, PA, Stati Uniti d'America
- 23 giugno 1989 -  Civic Center, Hartford, CT, Stati Uniti d'America
- 24 giugno 1989 -  Civic Center, Hartford, CT, Stati Uniti d'America
- 25 giugno 1989 -  Race Track, Saratoga Springs, NY, Stati Uniti d'America
- 28 giugno 1989 -  Great Woods, Mansfield, MA, Stati Uniti d'America
- 29 giugno 1989 -  Great Woods, Mansfield, MA, Stati Uniti d'America
- 5 luglio 1989 -  Argento Stadium, Rochester, NY, Stati Uniti d'America
- 6 luglio 1989 - Convention Center, Niagara Falls, ON, Stati Uniti d'America
- 8 luglio 1989 -  Riverfront Park, Manchester, NH, Stati Uniti d'America
- 9 luglio 1989 -  Orange County Fairground, Middletown, NY, Stati Uniti d'America
- 11 luglio 1989 -  Capitol Center, Landover, MD, Stati Uniti d'America
- 12 luglio 1989 -  Coliseum, Richmond, VA, Stati Uniti d'America
- 19 luglio 1989 -  Starwood Amphitheatre, Nashville, TN, Stati Uniti d'America
- 20 luglio 1989 -  Lakewood Anfiteatro, Atlanta, GA, Stati Uniti d'America
- 23 luglio 1989 -  Kiefer UNO Lakefront Arena, New Orleans, LA, Stati Uniti d'America
- 28 luglio 1989 -  Fiddler's Green, Denver, CO, Stati Uniti d'America
- 30 luglio 1989 -  Expo Center, Topeka, KS, Stati Uniti d'America
- 31 luglio 1989 -  Civic Auditorium, Omaha, NE, Stati Uniti d'America
- 1º agosto 1989 -  Met Center, Bloomington, MN, Stati Uniti d'America
- 2 agosto 1989 -  Five Seasons Center, Cedar Rapids, IA, Stati Uniti d'America
- 4 agosto 1989 -  Alpine Valley, East Troy, WI, Stati Uniti d'America

### Leg 5: Russia e Regno Unito
- 12 agosto 1989 -  Moscow Music Peace Festival, Lenin Stadium, Mosca, Russia (con Motley Crue, Ozzy Osbourne, Skid Row, Cinderella, The Scorpions, ecc.)
- 13 agosto 1989 -  Moscow Music Peace Festival, Lenin Stadium, Mosca, Russia (con Motley Crue, Ozzy Osbourne, Skid Row, Cinderella, The Scorpions, ecc.)
- 19 agosto 1989 -  Monsters of Rock Festival USA, National Bowl, Milton Keynes, Regno Unito (con Europe, Vixen, Skid Row, Steven Tyler, Joe Perry, ecc.)

### Leg 6: Nord America
- 23 agosto 1989 -  The Castle, Charlevoix, MI, Stati Uniti d'America
- 25 agosto 1989 -  Winnipeg Arena, Winnipeg, MB, Canada
- 26 agosto 1989 -  Agridome, Regina, SK, Canada
- 28 agosto 1989 -  Saddledome, Calgary, AB, Canada
- 29 agosto 1989 -  Coliseum, Edmonton, AB, Canada
- 30 agosto 1989 -  Place Saskatchewan, Saskatoon, SK, Canada
- 1º settembre 1989 -  Event Center, Casper, WY, Stati Uniti d'America
- 2 settembre 1989 -  Rushmore Plaza, Rapid City, SD, Stati Uniti d'America
- 3 settembre 1989 -  Arena, Sioux Falls, SD, Stati Uniti d'America
- 7 settembre 1989 - Irvine Meadows, Irvine, CA, Stati Uniti d'America
- 8 settembre 1989 -  Cal Expo, Sacramento, CA, Stati Uniti d'America
- 9 settembre 1989 -  Cal Expo, Sacramento, CA, Stati Uniti d'America
- 10 settembre 1989 -  Irvine Meadows, Irvine, CA, Stati Uniti d'America
- 12 settembre 1989 -  Compton Terrace, Phoenix, AZ, Stati Uniti d'America
- 14 settembre 1989 -  Convention Center, Tulsa, OK, Stati Uniti d'America
- 15 settembre 1989 -  Hirsch Memorial Coliseum, Shreveport, LA, Stati Uniti d'America
- 16 settembre 1989 -  Barton Coliseum, Little Rock, AR, Stati Uniti d'America
- 17 settembre 1989 -  Coliseum, Jackson, MS, Stati Uniti d'America
- 19 settembre 1989 -  Von Braun Center, Huntsville, AL, Stati Uniti d'America
- 21 settembre 1989 -  Civic Center, Albany GA, Stati Uniti d'America
- 23 settembre 1989 -  Civic Center, Lakeland, FL, Stati Uniti d'America
- 27 settembre 1989 -  Civic Center, Mobile, AL, Stati Uniti d'America

### Leg 7: Oceania
- 30 ottobre 1989 -  Brisbane Entertainment Centre, Brisbane, Australia
- 31 ottobre 1989 -  Brisbane Entertainment Centre, Brisbane, Australia
- 3 novembre 1989 -  Sydney Entertainment Centre, Sydney, Australia
- 4 novembre 1989 -  Sydney Entertainment Centre, Sydney, Australia
- 11 novembre 1989 -  Memorial Drive, Adelaide, Australia
- 13 novembre 1989 -  Entertainment Center di Melbourne, Melbourne, Australia
- 14 novembre 1989 -  Entertainment Center di Melbourne, Melbourne, Australia
- 18 novembre 1989 -  Western Springs Stadium, Auckland, Nuova Zelanda

### Leg 8: Europa
- 29 novembre 1989 -  Cascais, Portogallo
- 1º dicembre 1989 -  Palacio de Desportes, Madrid, Spagna
- 2 dicembre 1989 -  Barcellona, Spagna
- 3 dicembre 1989 -  Velodromo di Anoeta, San Sebastian, Spagna
- 4 dicembre 1989 -  Virgin Megastore, Parigi, Francia (concerto acustico)
- 5 dicembre 1989 -  Palais des Sports, Parigi, Francia
- 6 dicembre 1989 -  Ahoy, Rotterdam, Paesi Bassi
- 7 dicembre 1989 -  Sporthalle, Colonia, Germania
- 8 dicembre 1989 -  Alsterdorfer Sporthalle, Amburgo, Germania
- 9 dicembre 1989 -  Weser-Ems-Halle, Oldenburg, Germania
- 11 dicembre 1989 -  Danimarca Copenaghen, Danimarca
- 13 dicembre 1989 -  Ice Hall di Helsinki, Finlandia
- 15 dicembre 1989 -  Globen Arena, Stoccolma, Svezia
- 16 dicembre 1989 -  Scandinavium Svezia, Goteborg, Svezia
- 18 dicembre 1989 -  Norvegia Oslo, Norvegia
- 21 dicembre 1989 -  Olympiahalle, Monaco di Baviera, Germania
- 22 dicembre 1989 -  Zurigo, Svizzera
- 23 dicembre 1989 -  Festhalle, Francoforte, Germania

### Leg 9: Europa
- 2 gennaio 1990 -  Wembley Arena, Londra, Inghilterra
- 3 gennaio 1990 -  Wembley Arena, Londra, Inghilterra
- 4 gennaio 1990 -  Wembley Arena, Londra, Inghilterra
- 6 gennaio 1990 -  Kings Hall, Belfast, Irlanda del Nord
- 7 gennaio 1990 -  Point Depot, Dublino, Irlanda
- 8 gennaio 1990 -  Point Depot, Dublino, Irlanda
- 10 gennaio 1990 -  Hammersmith Odeon, Londra, Inghilterra
- 11 gennaio 1990 -  Hammersmith Odeon, Londra, Inghilterra
- 12 gennaio 1990 -  Hammersmith Odeon, Londra, Inghilterra
- 13 gennaio 1990 -  Hammersmith Odeon, Londra, Inghilterra
- 14 gennaio 1990 -  Hammersmith Odeon, Londra, Inghilterra
- 15 gennaio 1990 -  Hammersmith Odeon, Londra, Inghilterra
- 16 gennaio 1990 -  Hammersmith Odeon, Londra, Inghilterra

### Leg 10: Sud America e Messico
- 18 gennaio 1990 -  Stadio Maracanã di Rio de Janeiro, Brasile
- 1º febbraio 1990 -  Buenos Aires, Argentina
- 6 febbraio 1990 -  Estadio Nacional, Santiago del Cile, Cile
- 9 febbraio 1990 -  Monterrey, Messico
- 10 febbraio 1990 -  Monterrey, Messico
- 16 febbraio 1990 -  Guadalajara, Messico
- 17 febbraio 1990 -  Guadalajara, Messico

### Leg 11: Stati Uniti d'America e Giappone
- 23 dicembre 1990 -  Christmas Benefit, Red Bank, NJ, Stati Uniti d'America
- 31 dicembre 1990 -  Tokyo Dome, Tokyo, Giappone
- 3 gennaio 1991 -  Yokohama Arena, Yokohama, Giappone
- 5 gennaio 1991 -  Rainbow Hall, Nagoya, Giappone
- 6 gennaio 1991 -  Osaka Castle Hall, Osaka, Giappone
- 9 gennaio 1991 -  Osaka Castle Hall, Osaka, Giappone
- 21 dicembre 1991 -  Christmas Benefit, Red Bank, NJ, Stati Uniti d'America

## Formazione
- Jon Bon Jovi - voce, chitarra
- Richie Sambora - chitarra solista, seconda voce
- David Bryan - tastiere, seconda voce
- Alec John Such - basso, seconda voce
- Tico Torres - batteria, percussioni